# Anita Heiden-Berndt
Anita Heiden-Berndt (* 21. Dezember 1929 in Japenzin; † 18. August 2005 in Braunschweig) war eine deutsche Schriftstellerin und Hörspielautorin.

## Leben
Nach dem Abitur im Jahr 1949 arbeitete sie als Volontärin beim Berliner Rundfunk in der Jugendredaktion; ab 1953 war sie als freischaffende Journalistin tätig. Sie studierte von 1964 bis 1969 Kulturtheorie und Theaterwissenschaft und war anschließend von 1970 bis 1972 als Dramaturgin und Hörspielautorin tätig. Seit 1973 war sie freischaffende Schriftstellerin.
Anita Heiden-Berndt war ab 1974 Mitglied im Schriftstellerverband der DDR.

## Ehrungen
- 1994: Annalise-Wagner-Preis für den Roman Friederike Auguste Krüger[1]

## Werke (Auswahl)
- Eine ganz vertrackte Geschichte. Laienspiel. 1963.
- Napoleon auf dem Lande. Roman. Verlag Neues Leben, 1983.
- Wendepunkte der Ina S. Roman. 1987, ISBN 3-327-00376-9.
- Friederike Auguste Krüger. Historisch-biografischer Roman. 1994, ISBN 3-910170-16-1.
- Neubrandenburg. 1998, ISBN 3-356-00735-1.

## Hörspiele
- 1957: Der neue Lehrer (Hörspiel für Kinder)
- 1960: Die Straße (Hörspiel für Jugendliche)
- 1961: Eine vertrackte Geschichte (Hörspiel für Kinder)
- 1961: Der Anfang – Regie: Uwe Haacke (Kinderhörspiel – Rundfunk der DDR)
- 1969: Die Flaschenpost – Regie: Christa Kowalski (Kinderhörspiel – Rundfunk der DDR)
- 1970: Städte unserer Republik 0: Leipzig – Regie: Christa Kowalski (Kinderhörspiel – Rundfunk der DDR)
- 1970: Licht in der Stanitza – Regie: Manfred Täubert (Kinderhörspiel – Rundfunk der DDR)